# Millcreek
Millcreek és una concentració de població designada pel cens dels Estats Units a l'estat de Utah. Segons el cens del 2000 tenia 30.377 habitants.

## Demografia
Segons el cens del 2000, Millcreek tenia 30.377 habitants, 12.545 habitatges, i 7.363 famílies. La densitat de població era de 2.379 habitants per km².
Dels 12.545 habitatges en un 28% hi vivien nens de menys de 18 anys, en un 40,8% hi vivien parelles casades, en un 13,1% dones solteres, i en un 41,3% no eren unitats familiars. En el 31,9% dels habitatges hi vivien persones soles l'11,1% de les quals corresponia a persones de 65 anys o més que vivien soles. El nombre mitjà de persones vivint en cada habitatge era de 2,34 i el nombre mitjà de persones que vivien en cada família era de 2,97.
Per edats la població es repartia de la següent manera: un 23% tenia menys de 18 anys, un 14,2% entre 18 i 24, un 31,1% entre 25 i 44, un 16,8% de 45 a 60 i un 14,8% 65 anys o més.
L'edat mediana era de 31 anys. Per cada 100 dones de 18 o més anys hi havia 86,1 homes.
La renda mediana per habitatge era de 38.211 $ i la renda mediana per família de 43.342 $. Els homes tenien una renda mediana de 31.688 $ mentre que les dones 25.470 $. La renda per capita de la població era de 20.199 $. Entorn del 8,4% de les famílies i l'11,1% de la població estaven per davall del llindar de pobresa.

## Poblacions més properes
El següent diagrama mostra les poblacions més properes.